# Cirolanides texensis
Cirolanides texensis là một loài chân đều trong họ Cirolanidae. Loài này được Benedict miêu tả khoa học năm 1896.